# 2. deild karla
La 2. deild karla es la tercera liga de fútbol más importante de Islandia, la cual fue fundada en el año 1966.

## Historia
La liga al principio se dividió en 2 grupos de ascenso, con una cantidad de equipos por grupo que variaba entre 7 y 10 equipos hasta que en 1987 se decidió que los grupos debían fusionarse en una sola liga de 10 equipos, en la cual los dos mejores ascendían a la 1. deild karla y hasta 1997 eran la Segunda División de Islandia.
En el 2008 debido a una reforma del fútbol de Islandia la liga se expandió de 10 a 12 equipos.

## Equipos 2021
- Fjardabyggd (Fjardabyggd)
- Leiknir Fáskrúdsfjördur (Fáskrúðsfjörður)
- Haukar (Hafnarfjördur)
- IF Magni (Grenivik)
- Knattspyrnufélagið Kári (Akranes)
- ÍR (Reikiavik)
- KF (Fjallabyggð)
- Njarðvík (Njarðvík)
- Reynir (Sandgerði)
- KV Reykjavík (Reykjavík)
- Völsungur (Húsavík)
- UMF Thróttur Vogar (Vogum)
  - Fuente: BeSoccer

## Lista de Campeones
- 1966: Selfoss - (Selfoss)
- 1967: FH - (Hafnarfjörður)
- 1968: Völsungur - (Húsavík)
- 1969: Ármann - (Reikiavik)
- 1970: Þróttur N. - (Neskaupstaður)
- 1971: Völsungur - (Húsavík)
- 1972: Þróttur N. - (Neskaupstaður)
- 1973: ÍBÍ - (Ísafjörður)
- 1974: Víkingur Ó. - (Ólafsvík)
- 1975: Þór A. - (Akureyri)
- 1976: Reynir S. - (Sandgerði)
- 1977: Fylkir - (Reikiavik)
- 1978: Selfoss - (Selfoss)
- 1979: Völsungur - (Húsavík)
- 1980: Reynir S. - (Sandgerði)
- 1981: Njarðvík - (Njarðvík)
- 1982: Víðir - (Garður)
- 1983: Skallagrímur - (Borgarnes)
- 1984: Fylkir - (Reikiavik)
- 1985: Selfoss (Selfoss)
- 1986: Leiftur (Ólafsfjörður)
- 1987: Fylkir - (Reikiavik)
- 1988: Stjarnan - (Garðabær)
- 1989: KS - (Siglufjörður)
- 1990: Þróttur R. - (Reikiavik)
- 1991: Leiftur - (Ólafsfjörður)
- 1992: Tindastóll - (Sauðárkrókur)
- 1993: Selfoss - (Selfoss)
- 1994: Skallagrímur - (Borgarnes)
- 1995: Völsungur - (Húsavík)
- 1996: Dalvík - (Dalvík)
- 1997: HK - (Kópavogur)
- 1998: Víðir - (Garður)
- 1999: Tindastóll - (Sauðárkrókur)
- 2000: Þór A. - (Akureyri)
- 2001: Haukar - (Hafnarfjörður)
- 2002: HK - (Kópavogur)
- 2003: Völsungur - (Húsavík)
- 2004: KS - (Siglufjörður)
- 2005: Leiknir R. - (Reikiavik)
- 2006: Fjarðabyggð - (Fjarðabyggð)
- 2007: Haukar - (Hafnarfjörður)
- 2008: ÍR - (Reikiavik)
- 2009: Grótta - (Seltjarnarnes)
- 2010: Víkingur Ólafsvík - (Ólafsvík)
- 2011: Tindastóll/Hvöt - (Sauðárkrókur/Blönduós)
- 2012: Völsungur - (Húsavík)
- 2013: HK - (Kópavogur)
- 2014: Fjarðabyggð - (Fjarðabyggð)
- 2015: Huginn - (Seyðisfjörður)
- 2016: ÍR - (Reykjavík)
- 2017: Njarðvík - (Njarðvík)
- 2018: Afturelding - (Mosfellsbær)
- 2019: Leiknir Fáskrúdfjördur - (Fáskrúðsfjörður)
- 2020: Kórdrengir - (Kórdrengir)